# 西方-81演习

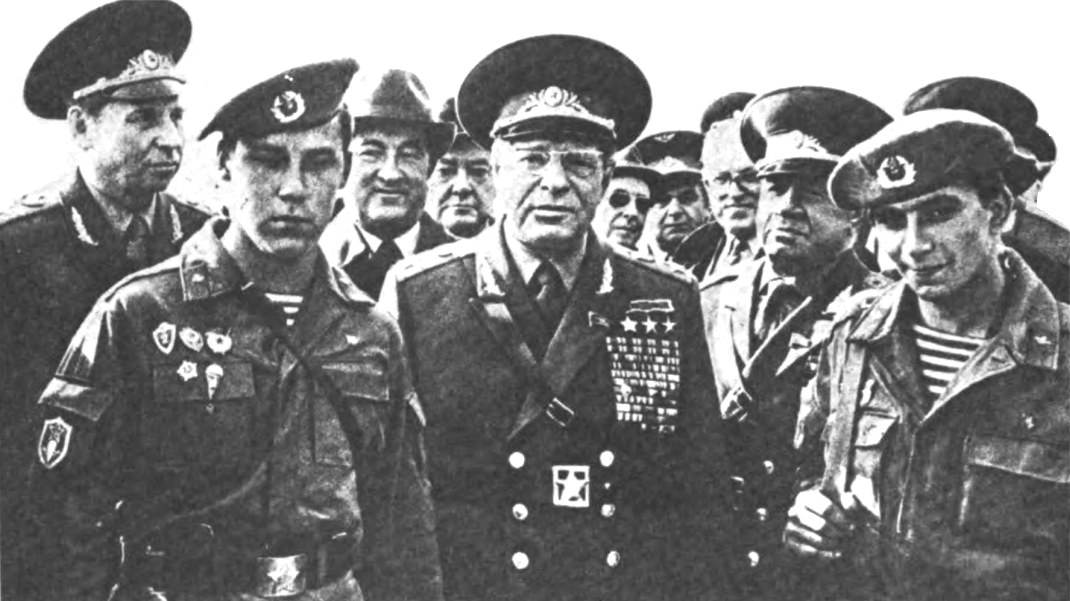
左至右: 蘇聯元帥尼古拉·瓦西里耶維奇·奧加爾科夫，德米特里·費奧多羅維奇·烏斯季諾夫及阿列克謝·阿列克謝耶維奇·葉皮謝夫在「西方-81」演習期間與蘇聯空降軍士兵合影。

西方-81（俄语：Запад-81）是由苏联举行的人类有史以来最大军事演习，以北大西洋公约组织为假想敌。此演习开展于1981年9月4日，历时约8天，参演军种包括陆军、海军、空军、防空军，并公开了几种新武器。如RSD-10中程弹道导弹和基辅级航空母舰。 
该演习的目的是为了炫耀苏联强大的武力。北约国家智库认为，苏联除了炫耀武力，还威慑了波兰内的改革派。波兰人民共和国在70年代的社会主义改革失败，使国家进入内乱的状态。苏军在格但斯克附近进行两栖登陆演习，是为了告诫波兰人在必要时刻苏联会动用武力来维护社会主义政权。